# Parasorites
Parasorites es un género de foraminífero bentónico de la subfamilia Archaiasinae, de la familia Soritidae, de la superfamilia Soritoidea, del suborden Miliolina y del orden Miliolida. Su especie tipo es Praesorites orbitolitoides. Su rango cronoestratigráfico abarca desde el Pleistoceno hasta la Actualidad.

## Discusión
Clasificaciones más modernas consideran Parasorites un sinónimo posterior de Praesorites, y este a su vez en un sinónimo posterior de Broeckina.

## Clasificación
Parasorites incluye a las siguientes especies:
- Parasorites marginalis, aceptado como Sorites marginalis
- Parasorites orbitolitoides, considerado como Praesorites orbitolitoides
  - Parasorites orbitolitoides monensis